# Chiricahua Peak
Chiricahua Peak je s nadmořskou výškou 2 975 metrů nejvyšší hora pohoří Chiricahua Mountains.
Toto menší pohoří se nachází na východě Cochise County, na jihovýchodě Arizony.
Při geologickém výzkumu hory bylo objeveno více než 210 druhů různých hornin. Základními horninami jsou ryolit, dacit a porfyr.